# Lo so che finirà
Lo so che finirà è un singolo della cantante italiana Anna Tatangelo.

## Descrizione
Il brano, proveniente dall'album Mai dire mai, racconta la paura della fine di una storia d'amore, è in vendita sotto forma di download digitale ed è entrato in rotazione in tutte le radio a partire dal 23 novembre 2007, accompagnato da uno struggente videoclip.
Insieme ad Averti qui, segna il debutto come autrice della Tatangelo, che insieme a Gigi D'Alessio (autore della musica), ha composto il testo.

## Video musicale
Il videoclip ufficiale del brano è stato diretto da Gaetano Morbioli e girato a San Francisco.

## Formazione
- Anna Tatangelo - voce
- Adriano Pennino - tastiera, programmazione
- Michael Thompson - chitarra elettrica
- Maurizio Fiordiliso - chitarra acustica
- Cesare Chiodo - basso
- Onorio Galoni - fisarmonica